# The Red Van
The Red Van (tidligere Sexelancen) er en dansk forening, der arbejder med skadesreduktion for gadebaserede sexarbejdere i København.
Foreningen tilbyder støtte og vejledning til gadebaserede sexarbejdere på Vesterbro i København. Samtidig udgør The Red Van et lavpraktisk tilbud, der fungerer som et sikkert alternativ for sexarbejderne til at betjene deres kunder. Ud over sin praktiske funktion fungerer foreningen også som fortaler for øgede rettigheder og forbedret sikkerhed for sexarbejdere. 

## Historie - Tidslinje
Foreningen blev stiftet i 2016 da Foreningen Minoritet med Michael Lodberg i spidsen og SIO - Sexarbejdernes Interesseorganisation købte og omdannede en gammel ambulance til en ”mobil-sexklinik”, med det formål at give gadebaserede sexarbejdere en mulighed for at betjene kunder under tryggere forhold.

Den 9. november 2016 debuterede den første vogn, kendt som "Sexelancen", og blev offentligt præsenteret på gaden. En begivenhed, hvor medier, allierede og sexarbejdere samledes på Halmtovet på Vesterbro for at observere og hilse velkommen på det nye initiativ.
I 2019 skiftede foreningen ambulancen ud med en rød varevogn, og skiftede i samme ombæring også navn til The Red Van, ligesom Sexelancens logo med en rød paraply, blev skiftet ud med en tegning af en rød varevogn. Den røde farve er hentet fra den røde paraply, der er det internationale logo for sexarbejdernes rettighedsbevægelse.
Socialrådgiver Line Helinarak Haferbier var forperson fra 2018-2020, i samme periode var socialrådgiver Ida Clara Kirkeskov Riis næstforperson. Forskeren Sine Plambech fra Dansk Institut for Internationale Studier har også været aktiv i bestyrelsen i en årrække.
Fotograf og aktivist Aphinya Jatuparisakul har været forperson for foreningen siden 2020 og frem til 2023.
I 2023 sikrede The Red Van sig bevillinger, herunder fra Københavns Kommune. Denne tilskudsaftale blev indgået med det overordnede mål at styrke den frivillige indsats i foreningen. Ved hjælp af midlerne blev der i 2024 ansat en ledelse, politisk og frivillig koordinator. Disse personer har til formål bl.a. at udvide The Red Vans åbningstider og sikre, at vognen fortsat kan operere på gaden.
Sine Plambeck er den nye forperson i bestyrelsen og fortsat bidrager til at opretholde og støtte vognens arbejde.

## The Red Van i dag
Den samme røde varevogn fra 2019, er stadig aktiv på Vesterbros gader i nattetimerne på torsdag, fredag og lørdag. Den er betjent af dedikerede frivillige, hvis opgave er at sikre, at vognen er tilgængelig, ren, sikker og brugervenlig for de involverede parter.

## Foreningens mærkesager og arbejde
The Red Van arbejder med skadesreduktion ved at minimere de risici, som sexarbejdere på gaden står overfor.   
Det kan være risikoen for chikane eller vold, samt de helbredsmæssige risici der kan opstå grundet vejret og omstændighederne gadesexarbejderne arbejder under. The Red Van holder åbent i nattetimerne på indre Vesterbro for både sexarbejdernes, kundernes og beboernes sikkerhed, ligesom foreningen også laver fortalerarbejde rettet imod lokale, nationale og internationale politikere for at give bedre vilkår for sexarbejder.  
Foreningen arbejder også på at oplyse og mindske de sociale stigmaer omkring sexarbejde. The Red Van deler oplysende indhold på sociale medier, deltager i paneldebatter, og engagerer sig i emner som sexarbejde, rettigheder og politik.   
The Red Van har bl.a. deltaget på Folkemødet, festivaler som Talk Town , Sex Work Talk og i oktober 2021 udgav BBC World News en podcastdokumentar om The Red Van